# تخریب نوری

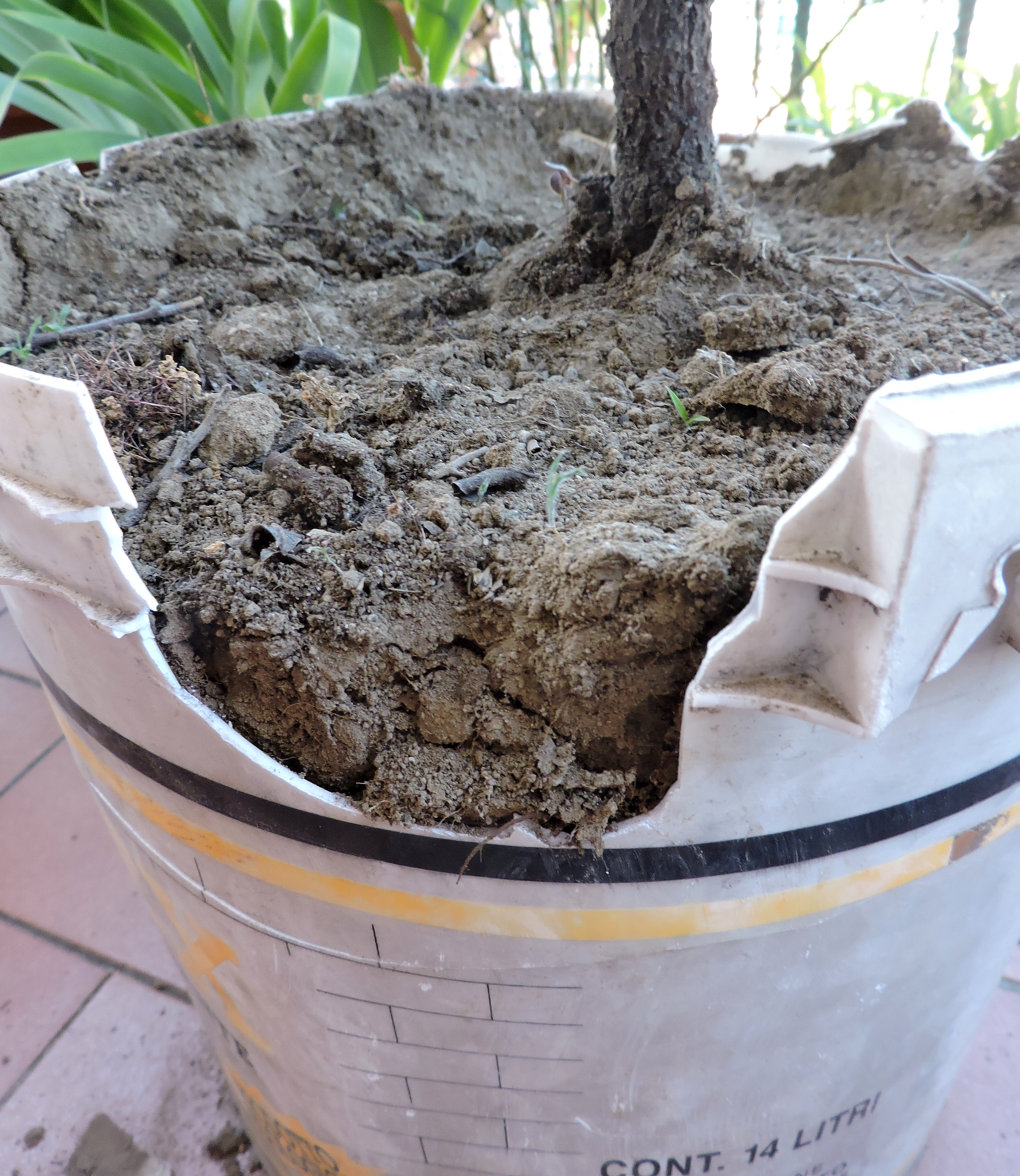
یک سطل پلاستیکی که به عنوان گلدان در فضای باز استفاده می‌شده، پس از چند سال تخریب نوری شده‌است.

تخریب نوری یا فتودگریداسیون (انگلیسی: Photodegradation) تغییر مواد در اثر نور است. معمولاً از این اصطلاح برای اشاره به عملکرد ترکیبی نور خورشید و هوا استفاده می‌شود که باعث اکسیداسیون و هیدرولیز می‌شود. اغلب از تخریب نوری به صورت عمدی اجتناب می‌شود، زیرا نقاشی‌ها و سایر مصنوعات را از بین می‌برد. با این حال، تا حدی مسئول معدنی سازی مجدد زیست توده است و عمداً در برخی از فناوری‌های ضد عفونی استفاده می‌شود. تخریب نوری در مورد چگونگی پیری یا تخریب مواد از طریق نور مادون قرمز یا گرما اعمال نمی‌شود، بلکه شامل تخریب در همه باندهای نور فرابنفش می‌شود.

## کاربردها

### مواد غذایی
محافظت از مواد غذایی در برابر تخریب نوری بسیار مهم است. به عنوان مثال، برخی از مواد مغذی هنگام قرار گرفتن در معرض نور خورشید تحت تأثیر تخریب قرار می‌گیرند. در مورد آبجو، اشعه فرابنفش فرآیندی را ایجاد می‌کند که منجر به تخریب ترکیبات تلخ رازک به ۳-متیل-۲-بوتن-۱-تیول می‌شود و بنابراین طعم را تغییر می‌دهد. از آنجا که شیشهٔ کهربایی‌رنگ توانایی جذب اشعه فرابنفش را دارد، برای جلوگیری از این فرایند برای مثال بطری‌های آبجو اغلب از چنین شیشه‌هایی ساخته می‌شوند.